# Сі-Аміл
Острів Сі-Аміл (малай. Pulau Si Amil) — малайзійський острів у морі Сулавесі штаті Сабах. Острів Сі-Аміль розташований на північний схід від острова Данаван.